# Убинско езеро
Убинско езеро (на руски: Убинское озеро) е голямо, сладководно, плитко и безотточно езеро в Азиатската част на Русия, Новосибирска област. С площ от 440 km² е 2-рото по големина езеро в Новосибирска област след езерото Чани и 26-о по големина в Русия.
Убинското езеро е разположено в североизточната част на Барабинската низина (южната част на Западен Сибир), в безотточната област между реките Об и Иртиш в централната част на Новосибирска област, на 134 m н.в. То има форма на удължен от североизток на югозапад овал с дължина 37 km и ширина 17 km. В северната и северозападната му част са разположени няколко острова, най-голям от които е остров Медяковски. Котловината на езерото има полегати заблатени склонове. Дъното е равно и глинесто, покрито с мощен слой от сивкава тънкодисперсна тиня. По дъното му преминава подводен улей, който е продължение на Каргатското понижение, простиращ се покрай десния бряг на безотточната река Каргат.
За хидроложкия режим на езерото са характерни многогодишни циклични колебания на нивото му с амплитуда до 2 m. Преобладаващите дълбочини в периодите на пълноводие са от 2 до 2,8 m и през този период площта му достига до 440 km2. През маловодни години средната му дълбочина се снижава до 0,6 m, максималната – до 1 m, а площта му значително намалява. По време на маловодни години Убинското езеро в значителна степен се подхранва от водите на съседните до него блата. Езерото се намира в маловоден цикъл. Неговата площ, съгласно сателитните снимки от октомври 2013 г. се е съкратила до 350 km2, а частите, които преди това са били заети от вода сега са обрасли с тревиста растителност.
Площта на водосборния басейн на Убинското езеро е 2990 km2, а подхранването му е основно от топенето на снеговете през пролетта. Езерото е безотточно, но при високи води от северозападния му край по река Убинка водите му се оттичат в река Ом, десен приток на Иртиш, от басейна на Об и Убинското езеро става отточно. В близост около него са разположени множество малки езера – Дълбоко, Леви Полои, Десни Полои, Васкино, Малък Акчабалик, Голям Акчабалик и др.
Езерото замръзва през ноември, а се размразява през втората половина на май. Дебелината на ледената покривка достига до 0,7 – 1 m. През лятото температурата на повърхността на водата достига до 20 – 24 °C и поради малката му дълбочина е почти еднаква навсякъде. По химичен състав водите му се отнасят към хлоридния клас на калциевата група
До средата на ХХ в. езерото е било богато на различни видове риби и се е извършвал промишлен риболов. От началото на 1990-те години рибните запаси значително намаляват и към 2013 г. почти отсъстват. Основната причина за това постоянното понижаване на нивото и площта на езерото в резултат на недомислените мелиоративни дейности. След тази година нивото на водата започва постепенно да се повишава, което дава надежда за възстановяване на рибните запаси.
По бреговете на Убинското езеро и близо до него са разположени няколко села. Най-голямо от тях е село Черен Нос, на северния му бряг. Други по-малки села в близост до него са: Третяковски (на югоизток), Карган и Ермолаевка (на юг), Орловское, Ачеканка и Заречноубинская (на северозапад).

## Топографски карти
- Лист от карта N-44.